# باول كارتر (رجل أعمال)
باول كارتر (بالإنجليزية: Paul Carter)‏ هو شخصية أعمال أمريكي، ولد في 1888، وتوفي في 1979.